# Албрехт V (Мекленбург)
Вижте пояснителната страница за други личности с името Албрехт V.
Албрехт V (на немски: Albrecht V, Herzog zu Mecklenburg; * 1397, † между 1 юни и 6 декември 1423) от род Дом Мекленбург, е херцог на Мекленбург от 1412 г. до смъртта си.

## Живот
Албрехт е син на мекленбургския херцог Албрехт III (1338 – 1412) и втората му съпруга Агнес II († 1434), дъщеря на херцог Магнус II от Брауншвайг. Баща му е син на херцог Албрехт II от Мекленбург.
След смъртта на баща му майка му Агнес поема опекунството за него до 1415/1416 г. заедно с херцог Йохан IV от Мекленбург.
На 13 февруари 1419 г. Албрехт V основава университет Росток заедно с Йохан IV от Мекленбург и съвета на Ханза-град Росток.
Албрехт е сгоден през 1413 г. за Цецилия фон Бранденбург (1405 – 1449), втората дъщеря на бургграф Фридрих от Нюрнберг, по-късният курфюрст на Маркграфство Бранденбург. Те обаче не се женят. Албрехт V се жени през 1423 г. за нейната сестра Маргарета Бранденбургска (* 1410, † 27 юли 1465). 
Албрехт умира бездетен през 1423 г. малко след сватбата си. Вдовицата му Маргарета се омъжва през 1441 г. в Инголщат за херцог Лудвиг VIII от Бавария-Инголщат (1403 – 1445) и през 1446 г., тайно за нейния придворен Мартин фон Валденфелс († 1471).